# Championnats nationaux de cyclisme sur route en 2012
Navigation
2011 2013
Les championnats nationaux de cyclisme sur route en 2012 commencent dès janvier pour l'Australie et la Nouvelle-Zélande. La plupart des championnats nationaux de cyclisme ont lieu aux mois de juin et juillet.

## Principaux champions 2012

### Élites hommes
| Pays                   | Course en ligne        | Contre-la-montre            |
| ---------------------- | ---------------------- | --------------------------- |
| Afrique du Sud         | Robert Hunter          | Reinardt Janse van Rensburg |
| Algérie                | Azzedine Lagab         | Azzedine Lagab              |
| Allemagne              | Fabian Wegmann         | Tony Martin                 |
| Argentine              | Juan Pablo Dotti       | Andrés Ignacio Pereyra      |
| Aruba                  | George Winterdal       | Gino Hodge                  |
| Australie              | Simon Gerrans          | Luke Durbridge              |
| Autriche               | Lukas Pöstlberger      | Riccardo Zoidl              |
| Belgique               | Tom Boonen             | Kristof Vandewalle          |
| Belize                 | Roger Troyer           |                             |
| Biélorussie            | Yauheni Hutarovich     | Branislau Samoilau          |
| Bolivie                | Horacio Gallardo       | Óscar Soliz                 |
| Bosnie-Herzégovine     | Vladimir Kuvalja       |                             |
| Brésil                 | Otávio Bulgarelli      | Luis Tavares Amorim         |
| Bulgarie               | Danail Petrov          | Nikolay Mihaylov            |
| Burkina Faso           | Rasmané Ouédraogo      |                             |
| Canada                 | Ryan Roth              | Svein Tuft                  |
| Chili                  | Carlos Oyarzún         | Carlos Oyarzún              |
| Chine                  | Xu Gang                |                             |
| Colombie               | Félix Cárdenas         | Iván Casas                  |
| Costa Rica             | Pablo Mudarra          | Román Villalobos            |
| Croatie                | Vladimir Miholjević    | Vladimir Miholjević         |
| Cuba                   | Pedro Sibila           |                             |
| Curaçao                | Marc de Maar           | Marc de Maar                |
| Danemark               | Sebastian Lander       | Jakob Fuglsang              |
| Érythrée               | Daniel Teklehaimanot   | Daniel Teklehaimanot        |
| Espagne                | Francisco Ventoso      | Luis León Sánchez           |
| Estonie                | Tanel Kangert          | Rein Taaramäe               |
| États-Unis             | Timothy Duggan         | David Zabriskie             |
| Finlande               | Jarkko Niemi           | Matti Helminen              |
| France                 | Nacer Bouhanni         | Sylvain Chavanel            |
| Gabon                  | Frédéric Obiang        |                             |
| Géorgie                | Giorgi Nadiradze       | Giorgi Nadiradze            |
| Grande-Bretagne        | Ian Stannard           | Alex Dowsett                |
| Grèce                  | Ioánnis Drakákis       | Ioánnis Tamourídis          |
| Guatemala              | Mario Archila          | Manuel Rodas                |
| Hong Kong              | Kwok Ho Ting           |                             |
| Hongrie                | Péter Kusztor          | Gábor Fejes                 |
| Iran                   | Hossein Alizadeh       | Alireza Haghi               |
| Irlande                | Matthew Brammeier      | Michael Hutchinson          |
| Israël                 | Oleg Sergeev           | Anton Mikhailov             |
| Italie                 | Franco Pellizotti      | Dario Cataldo               |
| Japon                  | Yukihiro Doi           | Ryota Nishizono             |
| Kazakhstan             | Assan Bazayev          | Dmitriy Gruzdev             |
| Kirghizistan           | Eugen Wacker           |                             |
| Lettonie               | Aleksejs Saramotins    | Gatis Smukulis              |
| Lituanie               | Gediminas Bagdonas     | Ramūnas Navardauskas        |
| Luxembourg             | Laurent Didier         | Bob Jungels                 |
| Malaisie               | Mohd Zamri Saleh       |                             |
| Maroc                  | Tarik Chaoufi          | Mouhssine Lahsaini          |
| Maurice                | Mathieu Le Blanc       | Yannick Lincoln             |
| Mexique                | Miguel Luis Álvarez    | Bernardo Colex              |
| Moldavie               | Alexandr Pliuschin     | Sergiu Cioban               |
| Namibie                | Lotto Petrus           | Lotto Petrus                |
| Norvège                | Edvald Boasson Hagen   | Reidar Borgersen            |
| Nouvelle-Zélande       | Michael Vink           | Paul Odlin                  |
| Ouzbékistan            | Sergueï Lagoutine      | Muradian Khalmuratov        |
| Panama                 | José Rodríguez         | Ramón Carretero             |
| Pays-Bas               | Niki Terpstra          | Lieuwe Westra               |
| Pologne                | Michał Gołaś           | Maciej Bodnar               |
| Portugal               | Manuel António Cardoso | José Gonçalves              |
| Porto Rico             | Efrén Ortega           |                             |
| République dominicaine | William Guzman         |                             |
| République tchèque     | Milan Kadlec           | Jan Bárta                   |
| Roumanie               | Zoltán Sipos           | Andrei Nechita              |
| Russie                 | Eduard Vorganov        | Denis Menchov               |
| Salvador               | Jimmy López            | Jimmy López                 |
| Serbie                 | Nikola Kozomara        | Ivan Stević                 |
| Slovaquie              | Peter Sagan            | Peter Velits                |
| Slovénie               | Borut Božič            | Robert Vrečer               |
| Suède                  | Christofer Stevenson   | Gustav Larsson              |
| Suisse                 | Martin Kohler          | Fabian Cancellara           |
| Tunisie                | Hassen Ben Nasser      |                             |
| Turquie                | Miraç Kal              | Muhammet Eyüp Karagöbek     |
| Ukraine                | Andriy Grivko          | Andriy Grivko               |
| Uruguay                | Emanuel Yáñes Machin   | Jorge Soto                  |
| Venezuela              | Xavier Quevedo         | Tomás Gil                   |

### Élites femmes
| Championnats nationaux | Championnats nationaux                          | Championnats nationaux                            | Championnats nationaux |
| Pays                   | Course en ligne                                 | Contre-la-montre                                  |                        |
| ---------------------- | ----------------------------------------------- | ------------------------------------------------- | ---------------------- |
| Afrique du Sud         | Ashleigh Moolman (Lotto Belisol Ladies)         | Cherise Willeit (Lotto Belisol Ladies)            |                        |
| Allemagne              | Judith Arndt (GreenEdge-AIS)                    | Judith Arndt (GreenEdge-AIS)                      |                        |
| Antigua-et-Barbuda     | Tamiko Butler                                   | Tamiko Butler                                     |                        |
| Argentine              | Graciela Zarate                                 | Valeria Müller                                    |                        |
| Aruba                  | Doreen Kralick                                  | Doreen Kralick                                    |                        |
| Australie              | Amanda Spratt (GreenEdge-AIS)                   | Shara Gillow (GreenEdge-AIS)                      |                        |
| Autriche               | Andrea Graus (Vienne Futuroscope)               | Christiane Soeder                                 |                        |
| Azerbaijan             | Elena Tchalykh                                  | Elena Tchalykh                                    |                        |
| Bahamas                | Linda Holowesko                                 |                                                   |                        |
| Barbade                | Esther Miller-Rosemont                          | Esther Miller-Rosemont                            |                        |
| Belgique               | Jolien D'Hoore (Topsport Vlaanderen-Ridley)     | Liesbet De Vocht (Stichting Rabo Women)           |                        |
| Belize                 | Shalini Zabaneh                                 | Shalini Zabaneh                                   |                        |
| Biélorussie            | Tatsiana Sharakova                              | Alena Amialiusik (Be Pink)                        |                        |
| Bolivie                | Elizabeth Vasquez Avila                         | Elizabeth Vasquez Avila                           |                        |
| Brésil                 | Luciene Ferreira                                | Luciene Ferreira                                  |                        |
| Canada                 | Denise Ramsden (Optum-Kelly Benefit Strategies) | Clara Hughes (Specialized-Lululemon)              |                        |
| Chili                  | Paola Muñoz (Bizkaia-Durango)                   | Flor Palma                                        |                        |
| Chine                  | Jamie Wong (China Chongming-Giant)              |                                                   |                        |
| Colombie               | Lorena Vargas                                   | María Luisa Calle                                 |                        |
| Croatie                | Mia Radotić                                     | Mia Radotić                                       |                        |
| Cuba                   | Yumari González                                 |                                                   |                        |
| Curaçao                | Gerda Fokker                                    | Gerda Fokker                                      |                        |
| Côte d'Ivoire          | Anita Nado Koué                                 |                                                   |                        |
| Danemark               | Cathrine Grage                                  | Cathrine Grage                                    |                        |
| Espagne                | Anna Sanchis (Bizkaia-Durango)                  | Anna Sanchis (Bizkaia-Durango)                    |                        |
| Estonie                | Grete Treier (SC Michela Fanini Rox)            | Grete Treier (SC Michela Fanini Rox)              |                        |
| États-Unis             |                                                 | Amber Neben (Specialized-Lululemon)               |                        |
| Finlande               | Lotta Lepistö                                   | Anne Palm                                         |                        |
| France                 | Marion Rousse (Vienne Futuroscope)              | Pauline Ferrand-Prévot (Stichting Rabo Women)     |                        |
| Grèce                  | Elissavet Chantzi                               | Elissavet Chantzi                                 |                        |
| Hongrie                | Anita Rita Kenyó                                | Gabriella Zelinka                                 |                        |
| Iran                   | Niknaz Fazeli                                   | Niknaz Fazeli                                     |                        |
| Irlande                | Melanie Späth                                   | Olivia Dillon                                     |                        |
| Islande                | Birna Björnsdottir                              | Birna Björnsdottir                                |                        |
| Israël                 | Yuval Bar Ziv                                   | Paz Bash                                          |                        |
| Italie                 | Giada Borgato (Diadora-Pasta Zara)              | Tatiana Guderzo (MCipollini-Giambenini-Gauss)     |                        |
| Japon                  | Mayuko Hagiwara                                 | Mayuko Hagiwara                                   |                        |
| Lettonie               |                                                 | Dana Rožlapa                                      |                        |
| Lituanie               | Inga Čilvinaitė (Diadora-Pasta Zara)            | Vilija Sereikaitė                                 |                        |
| Luxembourg             | Christine Majerus (GSD Gestion)                 | Christine Majerus (GSD Gestion)                   |                        |
| Macédoine du Nord      | Aneta Antovska                                  | Aneta Antovska                                    |                        |
| Malaisie               | Jupha Somnet                                    | Mariana Mohammad                                  |                        |
| Maroc                  | Asmaa Namli                                     |                                                   |                        |
| Mexique                | Íngrid Drexel                                   | Íngrid Drexel                                     |                        |
| Norvège                | Hildegunn Gjertrud Hovdenak                     | Lise Hafsø Nøstvold (Hitec Products-Mistral Home) |                        |
| Nouvelle-Zélande       | Nicky Samuels                                   | Lauren Ellis                                      |                        |
| Paraguay               | Noemi Leon                                      | Noemi Leon                                        |                        |
| Pays-Bas               | Annemiek van Vleuten (Stichting Rabo Women)     | Ellen van Dijk (Specialized-Lululemon)            |                        |
| Pologne                | Katarzyna Pawłowska                             | Martyna Klekot                                    |                        |
| Porto Rico             | Marisol Tellado                                 | Marisol Tellado                                   |                        |
| Portugal               | Irina Coelho                                    | Vanessa Sofia Pereira                             |                        |
| Roumanie               |                                                 | Beata Adrienne Piringer                           |                        |
| Royaume-Uni            | Sharon Laws (AA Drink-Leontien.nl)              | Wendy Houvenaghel                                 |                        |
| Russie                 | Yulia Blindyuk (Faren-Honda)                    | Olga Zabelinskaïa (RusVelo)                       |                        |
| Salvador               | Ana Figuero                                     | Xenia Estrada                                     |                        |
| Serbie                 | Jovana Crnogorac                                | Jovana Crnogorac                                  |                        |
| Singapour              | Siew Kheng Dinah Chan                           | Siew Kheng Dinah Chan                             |                        |
| Slovaquie              | Alžbeta Bačíková                                | Janka Keseg Števková                              |                        |
| Slovénie               | Polona Batagelj (Diadora-Pasta Zara)            | Tjaša Rutar                                       |                        |
| Suisse                 | Jennifer Hohl (Faren-Honda)                     | Patricia Schwager (GSD Gestion)                   |                        |
| Suède                  | Emma Johansson (Hitec Products-Mistral Home)    | Emma Johansson (Hitec Products-Mistral Home)      |                        |
| Tchéquie               | Pavlína Šulcová                                 | Jarmila Machačová                                 |                        |
| Ukraine                | Alona Andruk (Diadora-Pasta Zara)               | Anna Nahirna                                      |                        |
| Venezuela              | Angie González                                  | Danielys García                                   |                        |

### Moins de 23 ans - hommes
| Pays               | Course en ligne            | Contre-la-montre        |
| ------------------ | -------------------------- | ----------------------- |
| Afrique du Sud     | Calvin Beneke              | Louis Meintjes          |
| Algérie            | Youcef Reguigui            |                         |
| Allemagne          | Rick Zabel                 | Jasha Sütterlin         |
| Australie          | Rohan Dennis               | Rohan Dennis            |
| Autriche           | Lukas Pöstlberger          | Andreas Hofer           |
| Belgique           | Jorne Carolus              | Yves Lampaert           |
| Belize             | Peter Choto                |                         |
| Bosnie-Herzégovine | Dragiša Jović              |                         |
| Brésil             | Joel Cândido Junior        | Murilo Affonso          |
| Canada             | Antoine Duchesne           | Hugo Houle              |
| Danemark           | Sebastian Lander           | Rasmus Christian Quaade |
| Espagne            | Ramón Domene               | Marcos Jurado           |
| Estonie            | Risto Raid                 | Karlo Aia               |
| États-Unis         | Robert Bush                | Evan Huffman            |
| France             | Quentin Bernier            | Johan Le Bon            |
| Grande-Bretagne    | Michael Cuming             |                         |
| Guatemala          | Álder Torres               | Álder Torres            |
| Hong Kong          | Ki Ho Choi                 |                         |
| Italie             | Francesco Manuel Bongiorno | Massimo Coledan         |
| Japon              | Yasumasa Adachi            | Hiroshi Tsubaki         |
| Lettonie           | Andžs Flaksis              | Andžs Flaksis           |
| Lituanie           | Paulius Šiškevičius        | Darijus Džervus         |
| Luxembourg         | Alex Kirsch                | Bob Jungels             |
| Mexique            | Luis Lemus                 | Juan Enrique Aldapa     |
| Norvège            | August Jensen              | Truls Engen Korsæth     |
| Nouvelle-Zélande   | Michael Vink               | Michael Vink            |
| Pays-Bas           | Moreno Hofland             | Peter Koning            |
| Pologne            | Paweł Poljański            | Kamil Gradek            |
| Portugal           | Pedro Paulinho             | Fábio Silvestre         |
| République tchèque | Karel Hník                 | Jakub Novák             |
| Russie             | Anton Vorobyev             | Anton Vorobyev          |
| Slovaquie          | Michal Habera              | Johan Schwabik          |
| Slovénie           | Luka Pibernik              | Jan Polanc              |
| Suède              | Tobias Ludvigsson          | Tobias Ludvigsson       |
| Suisse             | Remo Schuler               | Silvan Dillier          |
| Ukraine            | Oleksandr Golovash         | Oleksandr Golovash      |